# Bruno Silva (football, 1980)
Pour les articles homonymes, voir Bruno Silva.
Bruno Ramón Silva Barone, ou plus communément Bruno Silva, est un ancien footballeur international uruguayen né le 29 mars 1980 à Isidoro Noblia. Il évoluait au poste d'arrière droit.

## Biographie
Bruno Silva a été formé et a commencé sa carrière à Danubio, avant d'émigrer une première fois sur le continent européen, en Russie, au FK Rostov. L'adaptation fut difficile et il retourna dans son club formateur uruguayen. Après une nouvelle année à Danubio, il tente sa chance au FC Groningue, où il réalise trois saisons réussies. Le 22 janvier 2008, il est transféré à l'Ajax Amsterdam.